# Bénitier de Plusquellec

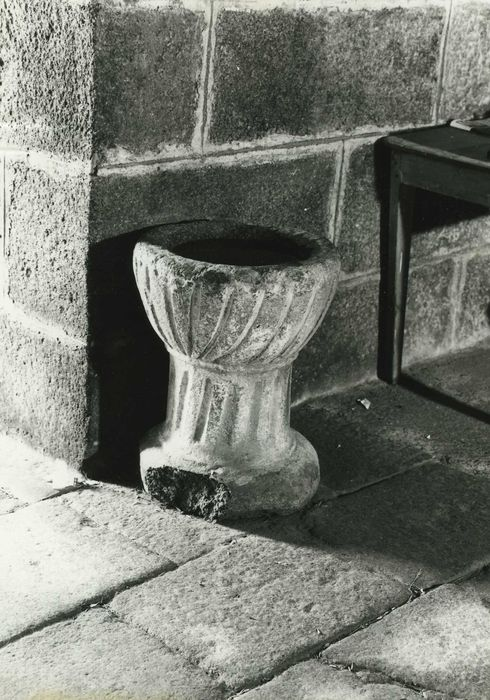
Bénitier de Plusquellec

Le bénitier de l'église Notre-Dame de Grâces à Plusquellec, une commune du département des Côtes-d'Armor dans la région Bretagne en France, date de la deuxième moitié du XVIe siècle. Le bénitier en granite est inscrit monument historique au titre d'objet depuis le 27 septembre 1982.